# Liste der Monuments historiques in Landrichamps
Die Liste der Monuments historiques in Landrichamps führt die Monuments historiques in der französischen Gemeinde Landrichamps auf.

## Liste der Objekte
| Bezeichnung | Beschreibung                                                                                                | Standort                           | Kennzeichnung | Schutzstatus | Datum | Bild |
| ----------- | --- | ---------------------------------- | ------------- | ------------ | ----- | ---- |
| Hauptaltar  | Altartisch, Tabernakel und Retabel; Holz, farbig gefasst, Beton, Metall, vergoldet, 19. und 20. Jahrhundert | in der Kirche Ste-Maguerite (Lage) | PM08001037    | Inscrit      | 1977  |      |